# Henrika
Henrika je žensko osebno ime.

## Izvor imena
Ime Henrika je ženska različica moškega imena Henrik.

## Različice imena
Hendrika, Henrieta, Henrijeta, Ika, Ikica, Rika, Henka, Henči

## Pogostost imena
Po podatkih Statističnega urada Republike Slovenije je bilo na dan 31. decembra 2007 v Sloveniji število ženskih oseb z imenom Henrika: 26.

## Osebni praznik
V koledarju je ime Henrika skupaj z imenom Henrik; god praznuje 2. marca ali pa 13. julija.